# Voznesenske, Zhurivka
Voznesenske (în ucraineană Вознесенське) este localitatea de reședință a comunei Jovtneve din raionul Zhurivka, regiunea Kiev, Ucraina.

## Demografie
Componența lingvistică a localității Voznesenske
     Ucraineană (96,91%)
     Rusă (2,68%)
     Alte limbi (0,41%)
Conform recensământului din 2001, majoritatea populației localității Voznesenske era vorbitoare de ucraineană (96,91%), existând în minoritate și vorbitori de rusă (2,68%).